# Trochosa guatemala
Trochosa guatemala là một loài nhện trong họ Lycosidae.
Loài này thuộc chi Trochosa. Trochosa guatemala được Ralph Vary Chamberlin & Wilton Ivie miêu tả năm 1942.